# Boli Bolingoli-Mbombo
Boli Bolingoli-Mbombo (Anversa, 1º luglio 1995) è un calciatore belga, difensore dello Standard Liegi.

## Biografia
È il nipote del calciatore Roger Lukaku e cugino dei suoi due figli, ovvero Jordan e Romelu.

## Caratteristiche tecniche
Terzino sinistro, può giocare come esterno di centrocampo o d'attacco sulla stessa fascia, come accaduto nella Europa League del 2014-2015.

## Carriera
Da giovane milita in vari club della città di Anversa, il Berchem Sport, il KSK Beveren e l'Antwerp FC. Nel 2009 entra nel settore giovanile del Germinal Beerschot e nel 2010 nel vivaio del Club Bruges. 
Il 26 luglio 2013 esordisce con la prima squadra del Bruges  subentrando a Maxime Lestienne nella partita contro lo Charleroi. Con la squadra nerazzurra passa dal ruolo di attaccante a quello di difensore. Il 19 marzo 2015 firma una doppietta nella sfida degli ottavi di Europa League giocata dal Bruges a Istanbul contro il Beşiktaş (1-3), consentendo ai belgi di accedere ai quarti. 
Dopo un'esperienza semestrale in prestito al Sint-Truiden, nel mercato estivo del 2017 si trasferisce agli austriaci del Rapid Vienna. 
Il 3 luglio 2019 si trasferisce al Celtic; esordisce con la squadra di Glasgow il 9 luglio seguente contro il Sarajevo in Europa League. Il 13 settembre 2020 passa in prestito all'İstanbul Başakşehir, compagine turca nelle cui file trascorre una stagione.
Rientrato al Celtic, non trova spazio nell'annata 2021-2022 e il 22 febbraio 2022 viene girato in prestito all'Ufa, squadra russa. Tuttavia, già nell'aprile seguente il prestito viene revocato anticipatamente, senza che il giocatore abbia mai giocato incontri ufficiali con la squadra.
Il 12 luglio 2022, Bolingoli si unisce a titolo definitivo al Malines, squadra della massima serie belga, tornando così nel suo Paese natale dopo cinque anni all'estero.

## Palmarès
- Coppa del Belgio: 1

Club Brugge: 2014-2015
- Campionato belga: 1

Club Brugge: 2015-2016
- Coppa di Lega scozzese: 2

Celtic: 2019-2020, 2021-2022
- Campionato scozzese: 2

Celtic: 2019-2020, 2021-2022